# Haustorio (hongo)
 Para el haustorio de las plantas véase Raíz haustorial

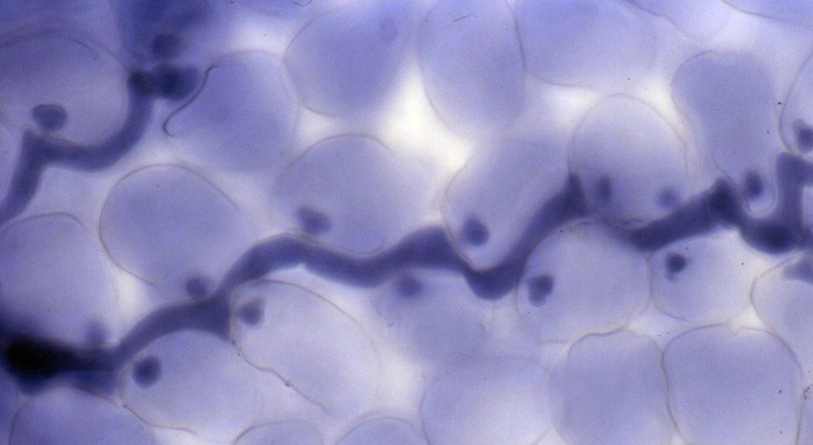
Hyaloperonospora parasitica: Hifas y haustorios.

En micología, un haustorio o haustorium es el extremo de la hifas de un hongo parásito, simbionte o de la raíz modificada de una planta parásita (por ejemplo en el género Orobanche) que penetra en el tejido del anfitrión, pero permanece fuera de la membrana de la célula huésped.

## Descripción
Los hongos de todas las divisiones importantes forman haustorios, que pueden tomar varias formas. Generalmente, en la penetración, el hongo aumenta el área superficial en contacto con la membrana plasmática del anfitrión, liberando las enzimas que rompen la pared celular,y permitiendo el mayor movimiento potencial de la materia orgánica del anfitrión al hongo.
Las formas más simples de haustorio son pequeñas esferas. Los más grandes son formaciones complejas con forma palmeada las que ocupan una proporción significativa de la pared de la célula huésped. También hay formas espirales.                                          

## Procesos fisiológicos
Los haustorios surgen de las hifas intercelulares, llamadas apresoria, o hifas externos. La hifa se estrecha mientras que se adhiere a la pared celular y después se esparce envolviendo la célula. Un espeso collar de material denso se deposita alrededor de la hifa en el punto de invaginación. Además, la pared celular del anfitrión se modifica en gran medida en la zona invaginada. Las inclusiones que normalmente están presentes en la membrana del plasma están ausentes, y la capa externa contiene más polisacáridos. La pared de ambos socios se reduce severamente.
El intercambio funcional ocurre dentro del complejo del haustorio. El anfitrión provee nutrientes orgánicos al hongo, y la actividad metabólica dentro del complejo es considerablemente mayor que afuera. Los nutrientes del anfitrión son absorbidos por el hongo, y transportados inmediatamente al resto de talo. La planta anfitriona parece funcionar según las señales del hongo y el complejo parece estar bajo control del invasor.